# Mendidaphodius ganabi
Mendidaphodius ganabi är en skalbaggsart som beskrevs av S. Endrödi 1977. Mendidaphodius ganabi ingår i släktet Mendidaphodius och familjen Aphodiidae. Inga underarter finns listade i Catalogue of Life.